# São Sebastião (kommun i Brasilien, Alagoas, lat -9,97, long -36,55)
São Sebastião är en kommun i Brasilien.   Den ligger i delstaten Alagoas, i den östra delen av landet, 1 400 km nordost om huvudstaden Brasília. Antalet invånare är 32 007. Arean är 306 kvadratkilometer.
Terrängen i São Sebastião är platt.
Följande samhällen finns i São Sebastião:
- São Sebastião

Omgivningarna runt São Sebastião är huvudsakligen savann. Runt São Sebastião är det ganska tätbefolkat, med 52 invånare per kvadratkilometer.